# Station Ortoncourt
Station Ortoncourt is een spoorwegstation in de Franse gemeente Ortoncourt. Het station is gesloten.